# Lepidoblepharis nukak
Lepidoblepharis nukak es una especie de reptil de la familia Sphaerodactylidae, que se encuentra en el departamento de Guaviare, Colombia, en la zona de transición entre la Amazonia y la Orinoquia, en un área que presenta afloramientos rocosos.
Los machos miden entre  27,8 y 29,3 mm de longitud hocico-cloaca (SVL). Se caracteriza por tener escamas dorsales granulares o subcónicas. Presenta dicromatismo sexual.